# نوبت لیلی
نوبت لیلی یک مجموعۀ نمایش خانگی به نویسندگی مهدی شیرزاد، سروش چیت‌ساز و سیروان صلواتی و کارگردانی و تهیه‌کنندگی روح‌الله حجازی محصول سال ۱۴۰۰ ایران است. این اثر اولین تجربه سریال سازی روح‌الله حجازی است که به صورت اختصاصی از نماوا پخش شد. قسمت اول این سریال در تاریخ ۲۲ فرودین ۱۴۰۱ پخش شده است.

## خلاصهٔ داستان
لیلی از طریق کتابی مرموز درمی‌یابد که او و خانواده‌اش تاکنون در زمان و مکان‌های بسیاری زیسته‌اند و اکنون «نوبت لیلی» است تا با رمزگشایی از کتاب و یافتن تابلوی ارزشمند نیاکانش دست به انتخابی بزند که به تمام این زندگی‌های زیسته معنا بدهد اما خواهرانش ... 

## بازیگران
- پردیس احمدیه
- امین شعرباف
- حمید فرخ‌نژاد
- مریلا زارعی[۴]
- لادن مستوفی
- گوهر خیراندیش
- مهران غفوریان
- مسعود کرامتی
- نادر فلاح
- علیرضا ثانی‌فر
- ساغر قناعت
- مهدخت مولایی
- افسانه کمالی
- راضیه منصوری
- فرزین محدث
- ناصر علی‌پاشا
- علیرضا جعفری
- نیوشا علیپور
- اصغر پیران
- فرنام فرهادی
- علی رحیمی
- مینا جعفرزاده
- خسرو احمدی